# Chiropodomys karlkoopmani
Chiropodomys karlkoopmani is een knaagdier uit het geslacht Chiropodomys dat voorkomt op de eilanden Pagai Utara en Siberut, ten westen van Sumatra. Mogelijk is hij het nauwste verwant aan C. major.
C. karlkoopmani is een grote, in bomen levende muis. Het is de grootste soort van het geslacht. De rug is grijsbruin, de onderkant lichtgrijs. De wangen zijn ook grijsbruin. De voeten zijn donkerbruin. De eerste 1/3 van de staart is bruin, de rest wit. De staart is lang en dicht behaard. De voortanden zijn oranje. De kop-romplengte van het holotype bedraagt 107 mm, de staartlengte 171 mm, de achtervoetlengte 29 mm, de oorlengte 17 mm en de schedellengte 29.3 mm. Vrouwtjes hebben 0+2=4 mammae.
Chiropodomys calamianensis · Pluimstaartbamboemuis (Chiropodomys gliroides) · Chiropodomys karlkoopmani · Chiropodomys major · Chiropodomys maximus† · Chiropodomys muroides · Chiropodomys primitivus† · Chiropodomys pusillus